# Elisabeth Kraml
Elisabeth Kraml (21 dicembre 1960) è un'ex sciatrice alpina austriaca.

## Biografia
Specialista delle prove veloci originaria di Haus, in Coppa del Mondo la Kraml colse il primo piazzamento il 12 gennaio 1979 a Les Diablerets in discesa libera (7ª) e il miglior risultato il 19 gennaio 1981 a Crans-Montana nella medesima specialità (6ª), ultimo piazzamento della sua carriera agonistica; non prese parte a rassegne olimpiche né ottenne piazzamenti ai Campionati mondiali.

## Palmarès

### Coppa del Mondo
- Miglior piazzamento in classifica generale: 47ª nel 1980

### Coppa Europa
- 1 vittoria[senza fonte]

### Campionati austriaci
- 1 medaglia[1]:
  - 1 oro (combinata nel 1979)